# Agapetus rawana
Agapetus rawana is een schietmot uit de familie Glossosomatidae. De soort komt voor in het Oriëntaals gebied.